# (175365) Carsac
(175365) Carsac est un astéroïde de la ceinture principale.

## Description
(175365) Carsac est un astéroïde de la ceinture principale. Il fut découvert le 31 août 2005 à l'observatoire de Saint-Sulpice par Bernard Christophe. Il présente une orbite caractérisée par un demi-grand axe de 3,48 UA, une excentricité de 0,02 et une inclinaison de 9,4° par rapport à l'écliptique.

## Compléments